# جو نولان
جو نولان (انگلیسی: Jon Nolan؛ زادهٔ ۲۲ آوریل ۱۹۹۲) بازیکن فوتبال اهل بریتانیا است.
از باشگاه‌هایی که در آن بازی کرده‌است می‌توان به باشگاه فوتبال شروزبری تاون، باشگاه فوتبال چسترفیلد، باشگاه فوتبال ایپسویچ تاون، باشگاه فوتبال گریمزبی تاون، باشگاه فوتبال استوک‌پورت کانتی، و باشگاه فوتبال لینکولن سیتی اشاره کرد.
وی همچنین در تیم ملی فوتبال England C بازی کرده‌است.